# Harald Motzki
Harald Motzki (geb. 25. August 1948 in Berlin; gest. 8. Februar 2019 in Goch-Asperden) war ein deutscher Religions- und Islamwissenschaftler.

## Leben und Wirken
Harald Motzki erwarb seine Ausbildung in Deutschland. Zu seinen Studienfächern zählten Religionswissenschaft, Semitistik, Islamwissenschaft, Alttestamentliche Wissenschaft und Geschichte. Er promovierte 1978 an der Universität Bonn zum Thema Ḏimma und Égalité: die nichtmuslimischen Minderheiten Ägyptens in der zweiten Hälfte des 18. Jahrhunderts und die Expedition Bonapartes (1798–1801). Er war Professor für Islamwissenschaft (Islamic Studies) an der Faculty of Philosophy, Theology and Religious Studies der  Universität Nijmegen (Radboud Universitet Nijmegen) in den Niederlanden. Zu seinen Arbeitsgebieten zählten die Koranexegese, Hadith-Überlieferung und die Anfänge der islamischen Jurisprudenz. Für die Encyclopaedia of Islam steuerte er verschiedene Artikel bei.

## Publikationen (Auswahl)
- Schamanismus als Problem religionswissenschaftlicher Terminologie. Religionswissenschaftliches Seminar d. Univ. Bonn, 1977, Als Ms. veröff.
- Ḏimma und Egalité. Die nichtmuslimischen Minderheiten Ägyptens in der 2. Hälfte des 18. Jahrhunderts und die Expedition Bonapartes (1798-1801) (= Studien zum Minderheitenproblem im Islam 5)
- Die Anfänge der islamischen Jurisprudenz. Ihre Entwicklung in Mekka bis zur Mitte des 2./8. Jahrhunderts (= Abhandlungen für die Kunde des Morgenlandes. Bd. L,2). Steiner, Stuttgart 1991, ISBN 3-515-05433-2.
- Religiöse Ratgebung im Islam. Entstehung, Bedeutung und Praxis des muftī und der fatwā. In: Zeitschrift für Religionswissenschaft 2 (1994), S. 3–22.
- The Biography of Muhammad: The Issue of the Sources (2000), Brill Academic Pub.
- (mit Marion H. Katz:) The Origins of Islamic Jurisprudence (2002) ISBN 90-04-12131-5.
- Ḥadīth. Origins and developments (= The Formation of the Classical Islamic World 28). Ashgate, Variorum, Aldershot, Hampshire [u. a.] 2004, ISBN 0-86078-704-4 (Review, Teilansicht)
- (mit Everhard Ditters als Hrsg.): Approaches to Arabic linguistics: presented to Kees Versteegh on the occasion of his sixtieth birthday (= Studies in Semitic languages and linguistics, Band 49). Brill, Leiden 2007 online.
- (mit Nicolet Boekhoff-van der Voort und Sean W. Anthony) Analyzing Muslim Traditions: Studies in Legal, Exegetical and Maghazi Hadith (2009)
- Wie glaubwürdig sind die Hadithe? Springer VS, Wiesbaden 2014 (Verlagslink)
- Die Rolle der Prophetenüberlieferung (Hadith) im Islam. In: Peter Gemeinhardt (Hrsg.): Zwischen Exegese und religiöser Praxis. Mohr Siebeck, Tübingen [2016]

## Festschrift
- Nicolet Boekhoff-van der Voort, Kees Versteegh and Joas Wagemakers (Hrsg.): The Transmission and Dynamics of the Textual Sources of Islam: Essays in Honor of Harald Motzki, Brill Academic Pub. 2011 (Online-Teilansicht)